# Adiantopsis recurvata
Adiantopsis recurvata är en kantbräkenväxtart som först beskrevs av Bak., och fick sitt nu gällande namn av Ponce och Scataglini. Adiantopsis recurvata ingår i släktet Adiantopsis och familjen Pteridaceae. Inga underarter finns listade.